# 1364

## Události
- 12. května – Byla založena nejstarší polská univerzita: Jagellonská univerzita v Krakově.
- sňatek moravského markraběte Jana Jindřicha Lucemburského s Markétou Habsburskou
- 29. září – bitva u Auray

### Probíhající události
- 1337–1453 – Stoletá válka
- 1351–1368 – Povstání rudých turbanů

## Narození
- ? – Christine de Pisan, francouzská spisovatelka († 1430)
- ? – Jolanda z Baru, aragonská královna jako manželka Jana I. († 13. srpna 1431)
- ? – Jang Š'-čchi, politik mingské Číny († 1444)

## Úmrtí
- 8. dubna – Jan II., francouzský král (* 26. dubna 1319)
- 11. června – Anežka Habsburská, uherská královna jako manželka Ondřeje III. (* 1280/1281)
- 19. června – Elisenda z Montcada, aragonská královna a regentka (* 1292)
- 30. června – Arnošt z Pardubic, první pražský arcibiskup (* 25. března 1297)
- 29. září – Karel z Blois, bretaňský vévoda (* 1319)
- Valdemar III. Dánský, dánský král a šlesvický vévoda (* 1314)

## Hlavy státu
- České království – Karel IV.
- Moravské markrabství – Jan Jindřich
- Svatá říše římská – Karel IV.
- Papež – bl. Urban V.
- Anglické království – Eduard III.
- Francouzské království – Jan II. – Karel V. Moudrý
- Polské království – Kazimír III. Veliký
- Uherské království – Ludvík I. Uherský
- Lucemburské vévodství – Václav Lucemburský
- Byzantská říše – Jan V. Palaiologos
- Portugalsko – Petr I. Portugalský
- Kastilie – Petr I. Kastilský
- Dánsko – Valdemar IV. Dánský
- Švédsko – Magnus IV. – Albrecht Meklenburský
- Norsko – Haakon VI. Magnusson